# Spațiu aerian
Spațiul aerian reprezintă coloana de aer] de deasupra teritoriului terestru și a celui maritim a unui stat și controlat de acesta.